# Самидин Џезаири
Самидин Џезири (алб. Samidin Xhezairi; Бродосавце, 23. март 1963), познат као Командант Хоџа (алб. Komandant Hoxha), албански је муџахедин са Косова и Метохије. Борио се у рату на Косову и Метохији на страни Ослободилачке војске Косова (ОВК), као и у сукобима у Републици Македонији на страни Ослободилачке националне армије (ОНА).

## Каријера
Године 1998. придружио се ОВК 1998. након што је радио као медицински техничар у Аустрији. У рату на Косову и Метохији се борио у 125. бригади ОВК која је деловала код Призрена. Касније је постао начелник штаба 125. бригаде и био командант.
Потом се придружио ОНА у сукобима у Републици Македонији 2001, где је почео да напада македонске снаге безбедности. Био је један од команданата 112. бригаде ОНА која је деловала на подручју Тетова.

## Хаг
Године 2019. Џезаири и још 100 бивших припадника ОВК позвани су од стране Косовских специјализованих већа и Канцеларије специјалног тужилаштва на испитивање. Његов брат је у објави на гејсбуку потврдио да ће Џезаири пристати да се појави на испитивању.